# Cophyla mavomavo
Espèce
Synonymes
- Platypelis mavomavo Andreone, Fenolio & Walvoord, 2003

Statut de conservation UICN

 EN B1ab(iii) : En danger
Cophyla mavomavo est une espèce d'amphibiens de la famille des Microhylidae.

## Répartition
Cette espèce est endémique de la région Sava à Madagascar. Elle se rencontre uniquement dans la forêt d'Ambolokopatrika et le massif d'Anjanaharibe-Sud, entre 875 et 975 m d'altitude,.

## Description

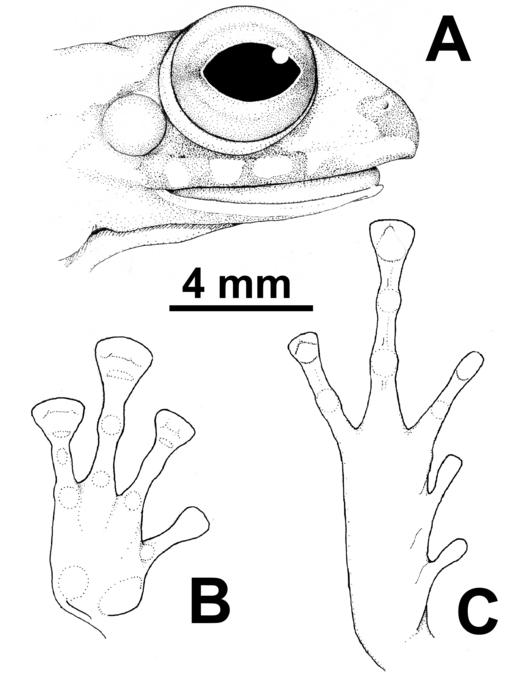
Platypelis mavomavo
A : tête
B : patte antérieure
C : patte postérieure

Cophyla mavomavo mesure environ 35 mm. Son dos tire sur le jaune avec des marbrures brunâtres. La peau de son dos varie du lisse au finement granuleux.

## Étymologie
Son nom d'espèce, du malgache mavomavo, prononcé "mowou mowou", « jaunâtre », lui a été donné en référence à sa coloration.

## Galerie

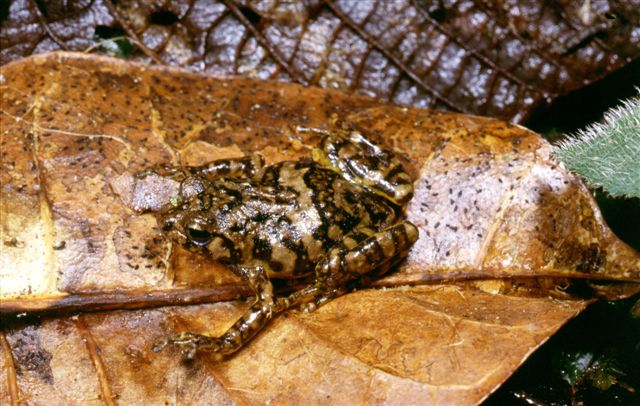
Platypelis mavomavo
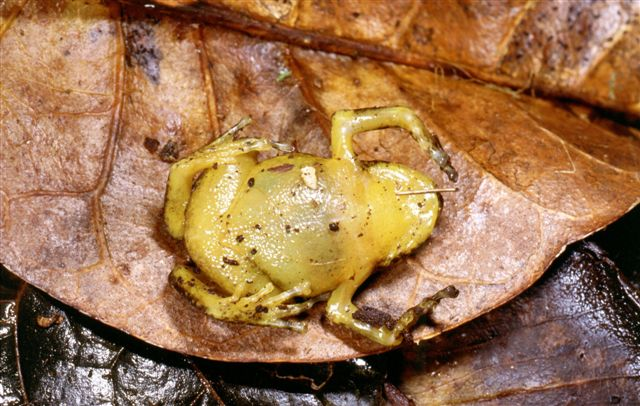
Platypelis mavomavo, face ventrale

## Publication originale
- Andreone, Fenolio & Walvoord, 2003 : Two unknown arboreal frogs (genus Platypelis) described from the rain forests of northeastern Madagascar (Microhylidae: Cophylinae). Current Herpetology, vol. 22, no 2, p. 91-100 (texte intégral).